# Top-bar hive

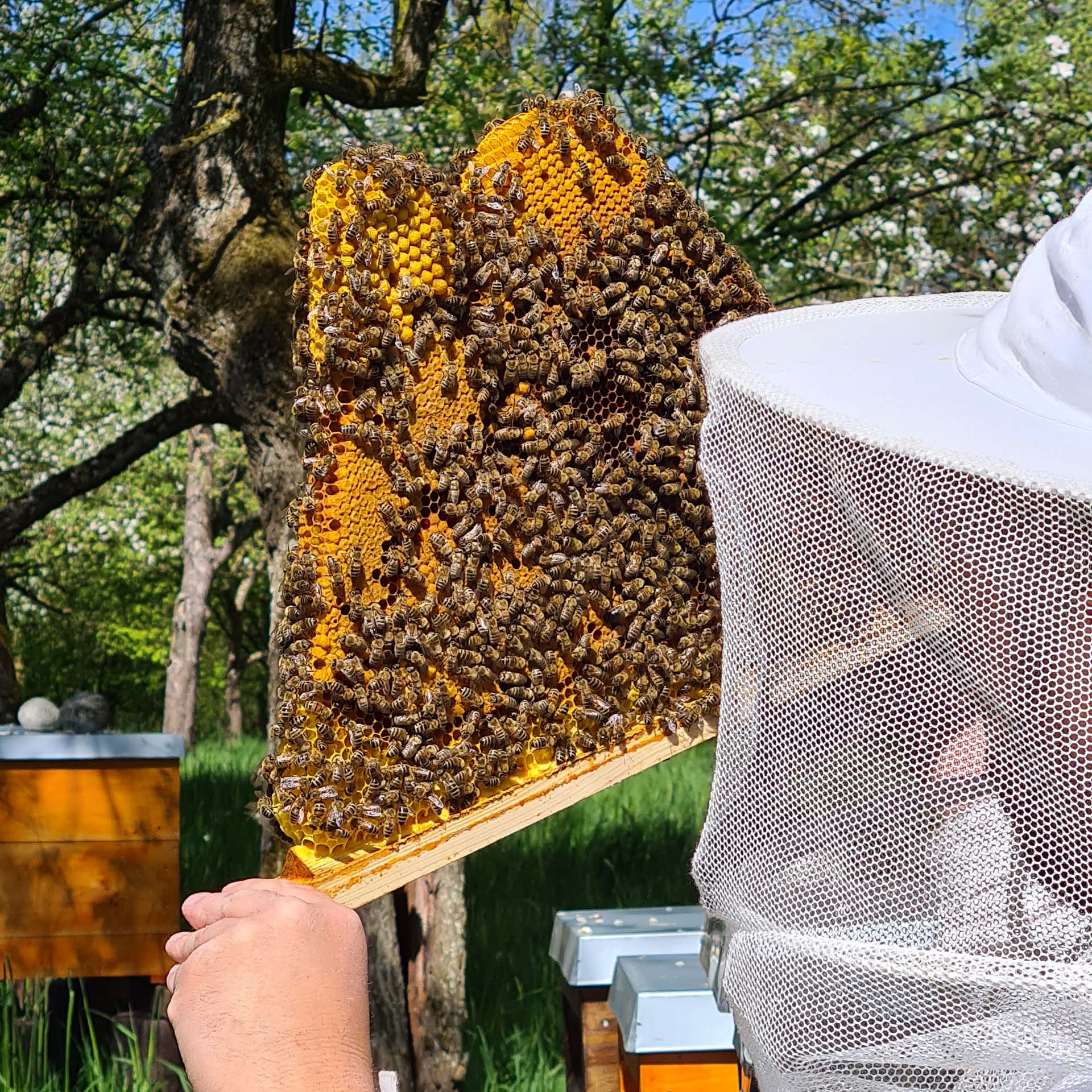
Oberträger mit Naturbauwabe

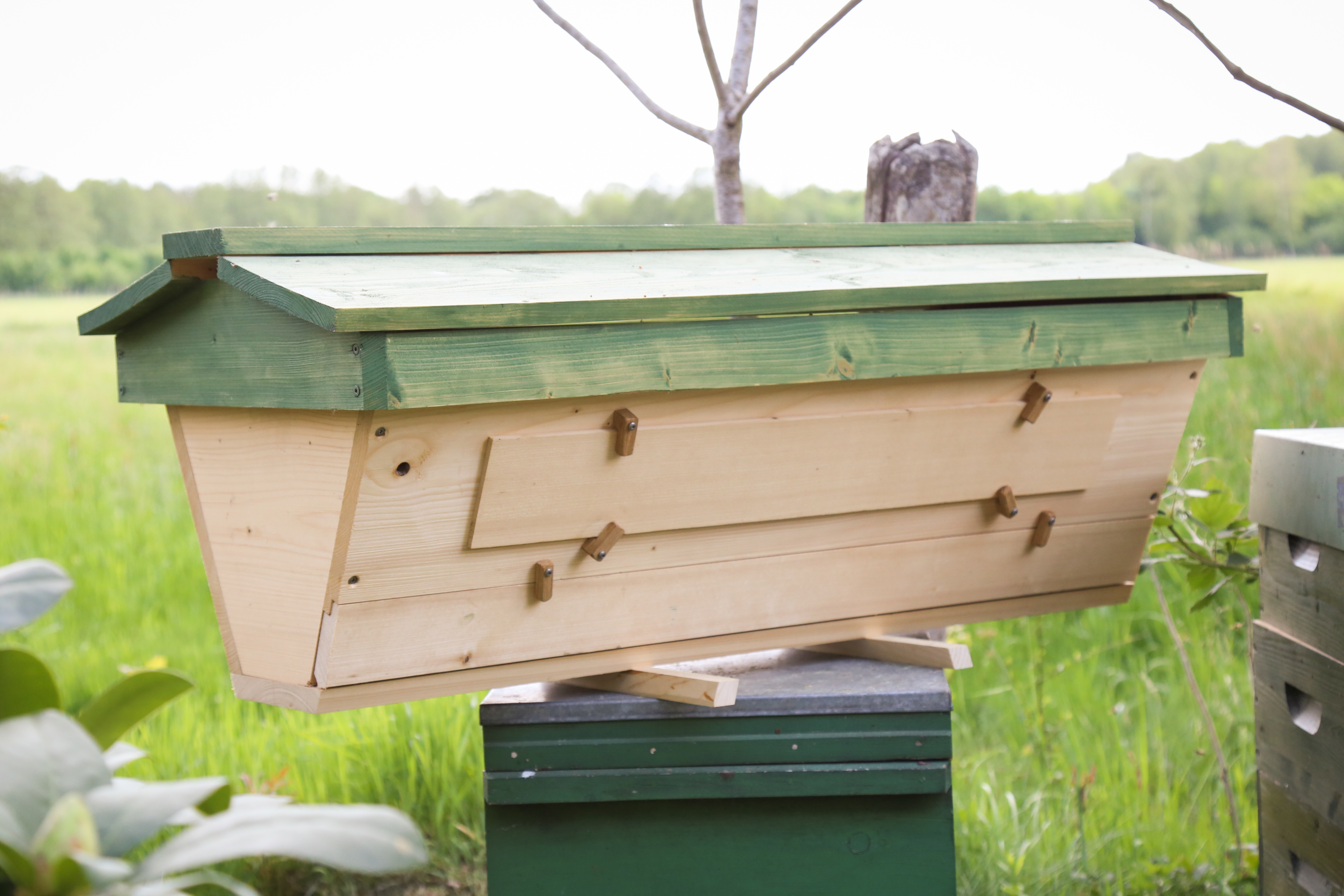
Top-Bar-Hive

Kenyan Top-Bar-Hive (KTBH oder Oberträgerbeute) ist eine relativ neue Art von Bienenkasten (Beute), die für die Entwicklungshilfe unter der Leitung des Bienenwissenschaftlers Gordon F. Townsend von der kanadischen Guelph-Universität für Afrika entwickelt wurde. Das zugrunde liegende System geht auf den traditionellen Makedonischen Bienenkorb (Nordgriechenland) zurück.

## Beschreibung

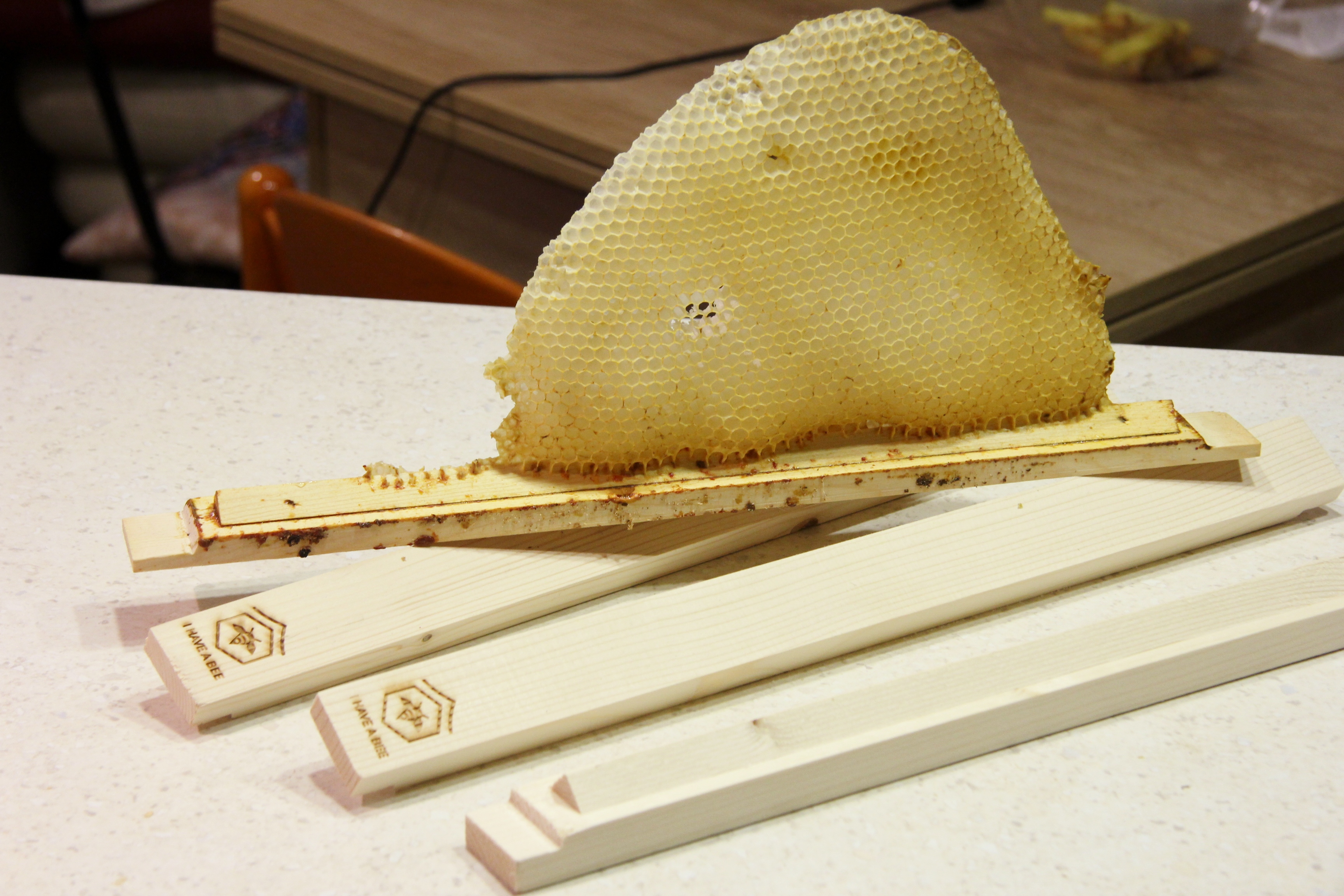
Top-Bar mit Bienenwabe und ungenutzte Modelle

Die Wabenanordnung und die Art der Aufstellung sind den ursprünglichen afrikanischen, liegenden oder horizontal hängenden Röhrenbeuten ähnlich. Die Vorteile liegen in der relativ einfachen Herstellung. Es gibt nur ein genau einzuhaltendes Maß, das die Breite der Oberträger beschreibt und den Abstand von Wabenmitte zu Wabenmitte parallel gebauter Waben angibt. Oberträger sind die oben lose aufgelegte Leisten. An einer mittigen Orientierung (Wachsstreifen oder Kante) ziehen die Bienen ihre Waben nach unten aus. Die Waben können mit den Oberträgern frei angehoben, bewegt und entnommen werden. Weltweit gibt es gerade im Hobbybereich in Industrieländern einen Trend zu Top-Bar-Hives gerade zur Aufstellung im Hausgarten. Im englischen findet man auch die Bezeichnung Backyard-hive - Hintergarten-Beute.
Für den Hobbybereich bietet die Top-Bar-Hive folgende Vorteile:
- Geringer Zeitaufwand, da die aufwendige Bereitstellung von Rähmchen entfällt.
- Geringer Platzbedarf, da kein Lagerraum für Rähmchen und leere Bienenkastenteile (Zargen) und Werkräume in den kalten Monaten notwendig sind. Aufbewahrte Waben müssen zudem gegen Wachsmotten geschützt werden.
- Verzicht auf vorgeprägte Wachsmittelwände in den Rähmchen, in den sich, durch ihre fettige Eigenschaften Rückstände aus der Milbenbekämpfung anreichern können.
- Durch die Bearbeitung aller Waben in einer Höhe ist das Imkern körperlich besonders einfach, da keine schweren Honigräume umgesetzt werden müssen.
- Fast alle Arbeitsschritte können genau wie in einer Trogbeute oder anderen Bienenkästen durchgeführt werden.

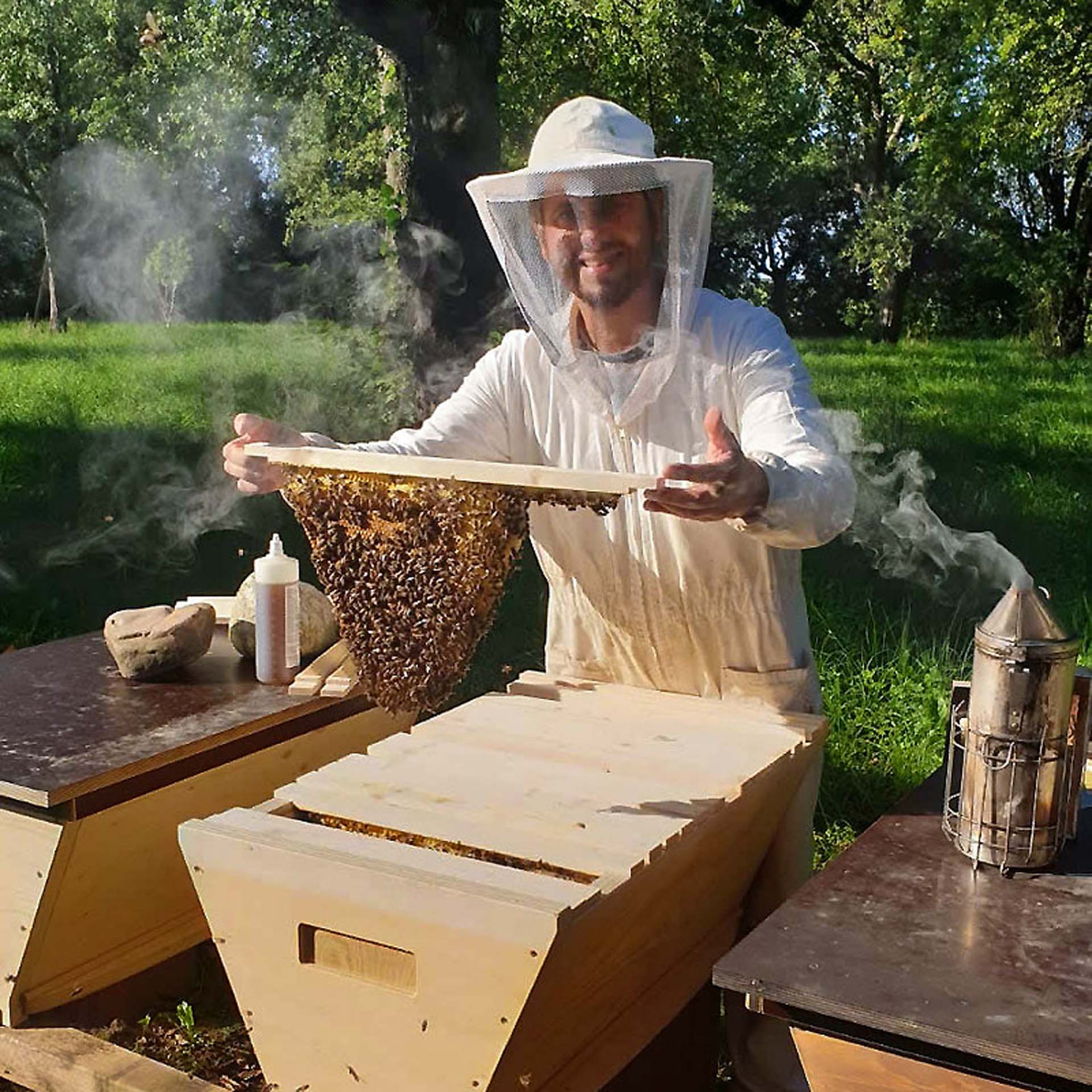
Imker an einer Top-Bar-Hive-Beute

Für den Einsatz im Hobbybereich wird meistens ein Drahtgitterboden zum einfacheren Nachweis von Bienenparasiten (Varroa) eingebaut. Zudem werden die Bienen-Eingänge (Fluglöcher) häufig nicht wie in Afrika als viele kleine Öffnungen ausgeführt, die einfacher durch wenige Bienen gegen Feinde verteidigt werden können, da dies in Europa und Nordamerika nicht notwendig ist. Viele Hobbyimker bauen zusätzlich Fenster in die Seiten ein, um die Bienen ungestört beobachten zu können. Die Top-Bar-Hive-Beute gibt es sowohl in Kaltbau- wie Warmbauausführung. Das Flugloch befindet sich beim Kaltbau an einer der langen Seiten, beim Warmbau an der Front. Die Bienen legen das Brutnest fluglochnah an und lagern den Honig fluglochfern. 

## Honiggewinnung

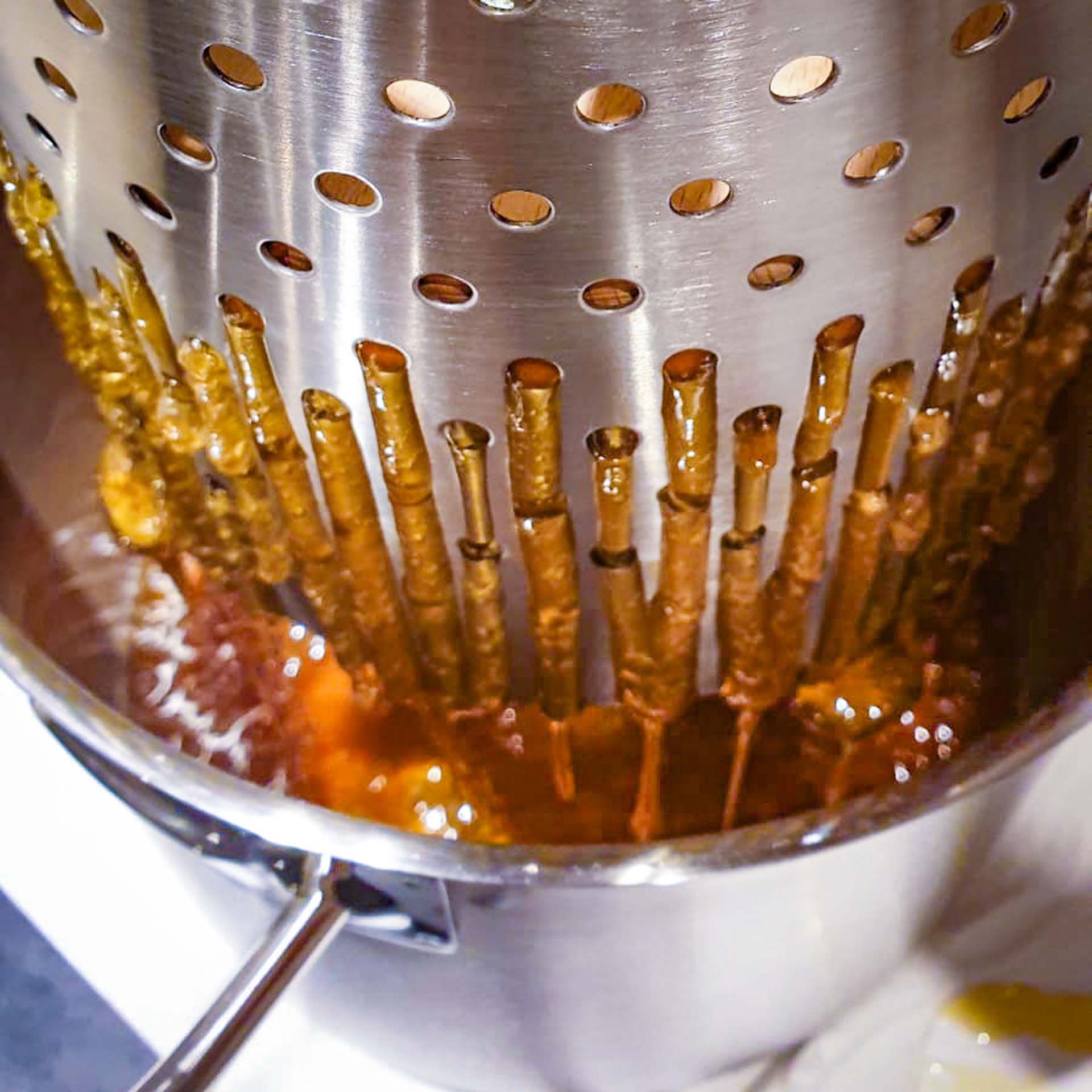
Honig aus einer Honigpresse

Die Honiggewinnung erfolgt in der Regel durch Auspressen der Waben. Dafür werden meistens Honigpressen oder Obstpressen verwendet. Aber auch Scheiben- bzw. Wabenhonig können so leicht gewonnen werden. Es wurden aber auch bereits Horizontalschleudern entwickelt, mit denen das Schleudern der Waben möglich ist. 